# Bahnstrecke Dax–Mont-de-Marsan
| Übergang No. 8 in der Gemeinde Narrosse |                      |                                                                                                 |                                                                                                 |
| Streckennummer (SNCF): | 654 000              |                                                                                                 |                                                                                                 |
| Kursbuchstrecke (SNCF): | 173                  |                                                                                                 |                                                                                                 |
| Streckenlänge: | 65,0 km              |                                                                                                 |                                                                                                 |
| Spurweite: | 1435 mm (Normalspur) |                                                                                                 |                                                                                                 |
| Maximale Neigung: | 12 ‰                 |                                                                                                 |                                                                                                 |
| |                      |                                                                                                 |                                                                                                 |
| \| \| \| Bahnstrecke Bordeaux–Irun von Bordeaux \| \| \| \| 147,5 300,6 \| Dax \| 8 m \| \| \| \| Bahnstrecke Bordeaux–Irun nach Irun \| \| \| \| 299,0 \| Adour (146 m) \| Adour (146 m) \| \| \| 298,6 149,5 \| Abzw. Peyrouton (km-Wechsel) \| Abzw. Peyrouton (km-Wechsel) \| \| \| 151,2 \| Peyrouton (Keilbahnhof) \| 23 m \| \| \| \| TVCB n. Peyrehorade-Sablot (1914–1937, 1 m) \| \| \| \| \| Bahnstrecke Puyoô–Dax nach Puyoô (Abzw. Peyrouton) \| \| \| \| \| D 947 (ehem. N 647) \| \| \| \| 154,9 \| Narrosse \| 37 m \| \| \| \| TVCB nach Aire-sur-l’Adour-Ville über Amou (1 m) \| \| \| \| 156,5 \| Beginn Entwidmung \| Beginn Entwidmung \| \| \| 162,0 \| Hinx-sur-Adour \| 50 m \| \| \| 166,0 \| Gamarde-les-Bains \| 56 m \| \| \| 169,5 \| Montfort-en-Chalosse \| 88 m \| \| \| 171,1 \| Tunnel de Méninolles (30 m) \| Tunnel de Méninolles (30 m) \| \| \| 176,0 \| Lourquen \| 43 m \| \| \| 180,2 \| Mugron \| 84 m \| \| \| 184,7 \| Toulouzette \| 94 m \| \| \| 188,3 \| Montaut \| 45 m \| \| \| \| Gabas (30 m) \| \| \| \| 192,0 \| Ende Entwidmung \| Ende Entwidmung \| \| \| \| Bahnstrecke Saint-Sever–Hagetmau von Hagetmau \| \| \| \| 192,2 \| Augreilh \| 40 m \| \| \| 195,4 \| Saint-Sever \| 40 m \| \| \| \| Avenue de Géneral de Gaulle (ehem. N 133, Posten 56) \| \| \| \| 196,8 \| Adour (144 m) \| Adour (144 m) \| \| \| \| D 924 (ehem. N 124, Posten 57) \| \| \| \| \| D 933 (ehem. N 133, Posten 60) \| \| \| \| 204,4 \| Mauco-Benquet \| 86 m \| \| \| \| Bahnstrecke Morcenx–Bagnères-de-Bigorre von Morcenx \| \| \| \| \| Bahnstrecke Luxey–Mont-de-Marsan (LM) von Luxey \| \| \| \| 211,4 147,0 \| Mont-de-Marsan \| 63 m \| \| \| \| \| \| \| \| \| Bahnstrecke Marmande–Mont-de-Marsan n. Marmande und Bahnstrecke Nérac–Mont-de-Marsan nach Nérac \| \| \| \| \| \| \| \| \| \| Bahnstrecke Morcenx–Bagnères-de-Bigorre n. Bagnères \| \| \| \| \| \| \| \| Kilometrierung von Bordeaux-St-Jean über Dax \| \| \| \| |                      |                                                                                                 |                                                                                                 |
| |                      | Bahnstrecke Bordeaux–Irun von Bordeaux                                                          |                                                                                                 |
| Bahnhof · U-Bahn-Kopfbahnhof Streckenanfang | 147,5 300,6          | Dax                                                                                             | 8 m                                                                                             |
| Abzweig geradeaus und nach rechts |                      | Bahnstrecke Bordeaux–Irun nach Irun                                                             | Bahnstrecke Bordeaux–Irun nach Irun                                                             |
| Brücke über Wasserlauf | 299,0                | Adour (146 m)                                                                                   | Adour (146 m)                                                                                   |
| Kilometer-Wechsel | 298,6 149,5          | Abzw. Peyrouton (km-Wechsel)                                                                    | Abzw. Peyrouton (km-Wechsel)                                                                    |
| ehemaliger Haltepunkt / Haltestelle | 151,2                | Peyrouton (Keilbahnhof)                                                                         | 23 m                                                                                            |
| U-Bahn-Bahnhof quer (Strecke außer Betrieb) · Kreuzung |                      | TVCB n. Peyrehorade-Sablot (1914–1937, 1 m)                                                     | TVCB n. Peyrehorade-Sablot (1914–1937, 1 m)                                                     |
| Abzweig ehemals geradeaus und nach rechts |                      | Bahnstrecke Puyoô–Dax nach Puyoô (Abzw. Peyrouton)                                              | Bahnstrecke Puyoô–Dax nach Puyoô (Abzw. Peyrouton)                                              |
| U-Bahn-Strecke von links (außer Betrieb) · Bahnübergang · U-Bahn-Strecke nach rechts (außer Betrieb) |                      | D 947 (ehem. N 647)                                                                             | D 947 (ehem. N 647)                                                                             |
| U-Bahn-Bahnhof · Bahnhof (Strecke außer Betrieb) | 154,9                | Narrosse                                                                                        | 37 m                                                                                            |
| U-Bahn-Strecke nach rechts (außer Betrieb) · Strecke |                      | TVCB nach Aire-sur-l’Adour-Ville über Amou (1 m)                                                | TVCB nach Aire-sur-l’Adour-Ville über Amou (1 m)                                                |
| | 156,5                | Beginn Entwidmung                                                                               | Beginn Entwidmung                                                                               |
| Bahnhof (Strecke außer Betrieb) | 162,0                | Hinx-sur-Adour                                                                                  | 50 m                                                                                            |
| Bahnhof (Strecke außer Betrieb) | 166,0                | Gamarde-les-Bains                                                                               | 56 m                                                                                            |
| Bahnhof (Strecke außer Betrieb) | 169,5                | Montfort-en-Chalosse                                                                            | 88 m                                                                                            |
| Tunnel (Strecke außer Betrieb) | 171,1                | Tunnel de Méninolles (30 m)                                                                     | Tunnel de Méninolles (30 m)                                                                     |
| Haltepunkt / Haltestelle (Strecke außer Betrieb) | 176,0                | Lourquen                                                                                        | 43 m                                                                                            |
| Bahnhof (Strecke außer Betrieb) | 180,2                | Mugron                                                                                          | 84 m                                                                                            |
| Haltepunkt / Haltestelle (Strecke außer Betrieb) | 184,7                | Toulouzette                                                                                     | 94 m                                                                                            |
| Bahnhof (Strecke außer Betrieb) | 188,3                | Montaut                                                                                         | 45 m                                                                                            |
| Brücke über Wasserlauf (Strecke außer Betrieb) |                      | Gabas (30 m)                                                                                    | Gabas (30 m)                                                                                    |
| | 192,0                | Ende Entwidmung                                                                                 | Ende Entwidmung                                                                                 |
| Abzweig geradeaus und von rechts |                      | Bahnstrecke Saint-Sever–Hagetmau von Hagetmau                                                   | Bahnstrecke Saint-Sever–Hagetmau von Hagetmau                                                   |
| ehemaliger Haltepunkt / Haltestelle | 192,2                | Augreilh                                                                                        | 40 m                                                                                            |
| ehemaliger Bahnhof | 195,4                | Saint-Sever                                                                                     | 40 m                                                                                            |
| ehemaliger Bahnübergang |                      | Avenue de Géneral de Gaulle (ehem. N 133, Posten 56)                                            | Avenue de Géneral de Gaulle (ehem. N 133, Posten 56)                                            |
| Brücke über Wasserlauf | 196,8                | Adour (144 m)                                                                                   | Adour (144 m)                                                                                   |
| ehemaliger Bahnübergang |                      | D 924 (ehem. N 124, Posten 57)                                                                  | D 924 (ehem. N 124, Posten 57)                                                                  |
| ehemaliger Bahnübergang |                      | D 933 (ehem. N 133, Posten 60)                                                                  | D 933 (ehem. N 133, Posten 60)                                                                  |
| ehemaliger Bahnhof | 204,4                | Mauco-Benquet                                                                                   | 86 m                                                                                            |
| Abzweig geradeaus und von links |                      | Bahnstrecke Morcenx–Bagnères-de-Bigorre von Morcenx                                             | Bahnstrecke Morcenx–Bagnères-de-Bigorre von Morcenx                                             |
| Strecke · Strecke nach halbrechts und von links |                      | Bahnstrecke Luxey–Mont-de-Marsan (LM) von Luxey                                                 | Bahnstrecke Luxey–Mont-de-Marsan (LM) von Luxey                                                 |
| Bahnhof Streckenende und Streckenende | 211,4 147,0          | Mont-de-Marsan                                                                                  | 63 m                                                                                            |
| |                      |                                                                                                 |                                                                                                 |
| Abzweig geradeaus und nach links |                      | Bahnstrecke Marmande–Mont-de-Marsan n. Marmande und Bahnstrecke Nérac–Mont-de-Marsan nach Nérac | Bahnstrecke Marmande–Mont-de-Marsan n. Marmande und Bahnstrecke Nérac–Mont-de-Marsan nach Nérac |
| |                      |                                                                                                 |                                                                                                 |
| |                      | Bahnstrecke Morcenx–Bagnères-de-Bigorre n. Bagnères                                             |                                                                                                 |
| |                      |                                                                                                 |                                                                                                 |
| Kilometrierung von Bordeaux-St-Jean über Dax |                      |                                                                                                 |                                                                                                 |

Die Bahnstrecke Dax–Mont-de-Marsan im südfranzösischen Département Landes war 65,0 km lang, eingleisig und wurde 1889 fertiggestellt.

## Streckenverlauf
Links von der Bahnstrecke Puyoô–Dax abzweigend, die weiter nach Puyoô führt, lief sie zunächst in vorwiegend in östliche Richtung, bis sie Saint-Sever erreichte. Dort überquerte sie die Adour und ging fast nördlich nach Mont-de-Marsan. In Saint-Sever zweigte die Strecke nach Hagetmau ab, die geplant bis Pau führen sollte, aber nie vollendet wurde. Heute ist sie stillgelegt und auf den ersten Kilometern bis zur Querung der D 947 vollständig abgebaut. Der Endbahnhof Mont-de-Marsan war ein wichtiger Eisenbahnknoten mit Strecken in fünf weitere Richtungen.

## Geschichte

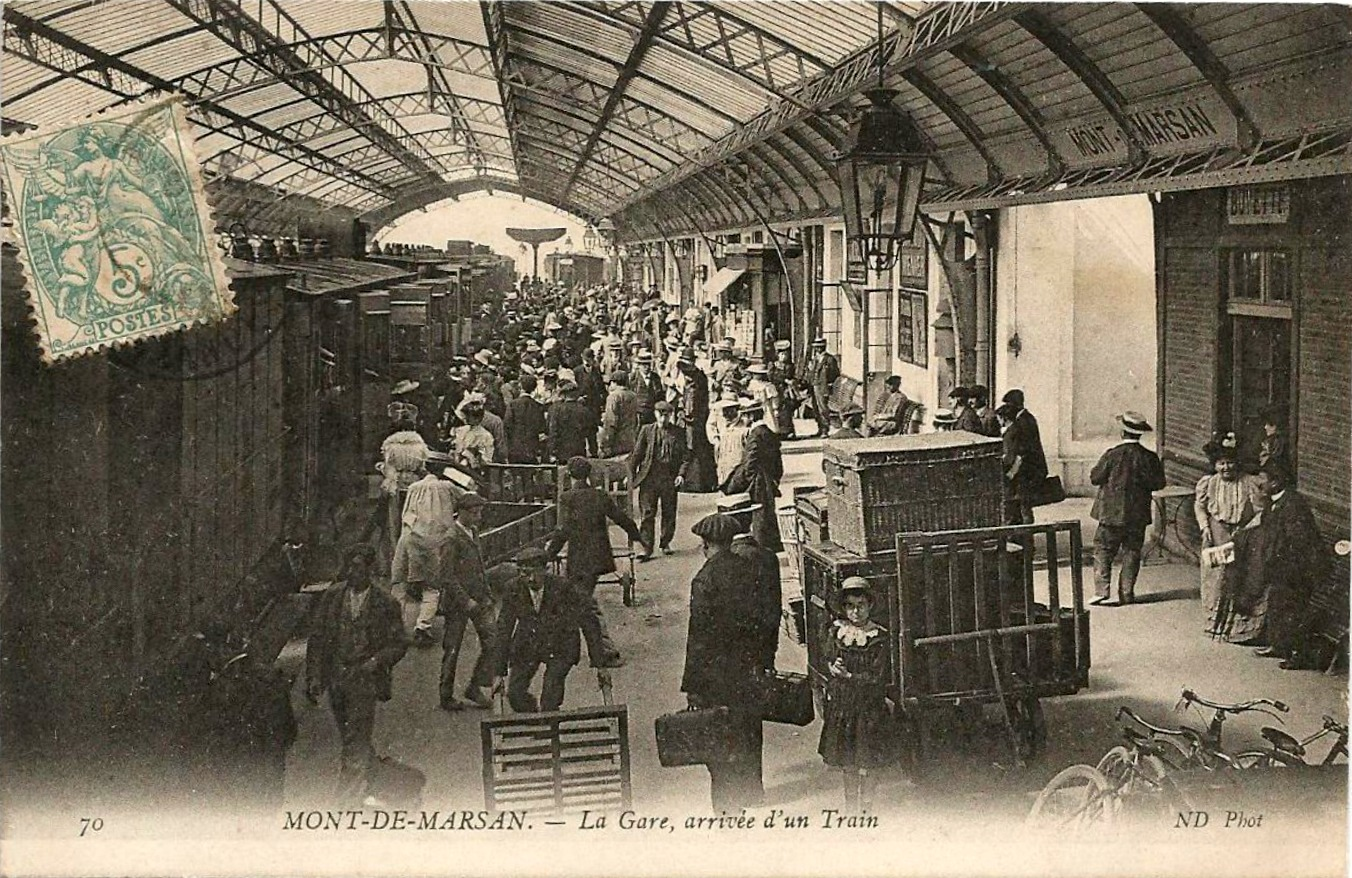
Rege Geschäftigkeit im Bahnhof Mont-de-Marsan um 1905

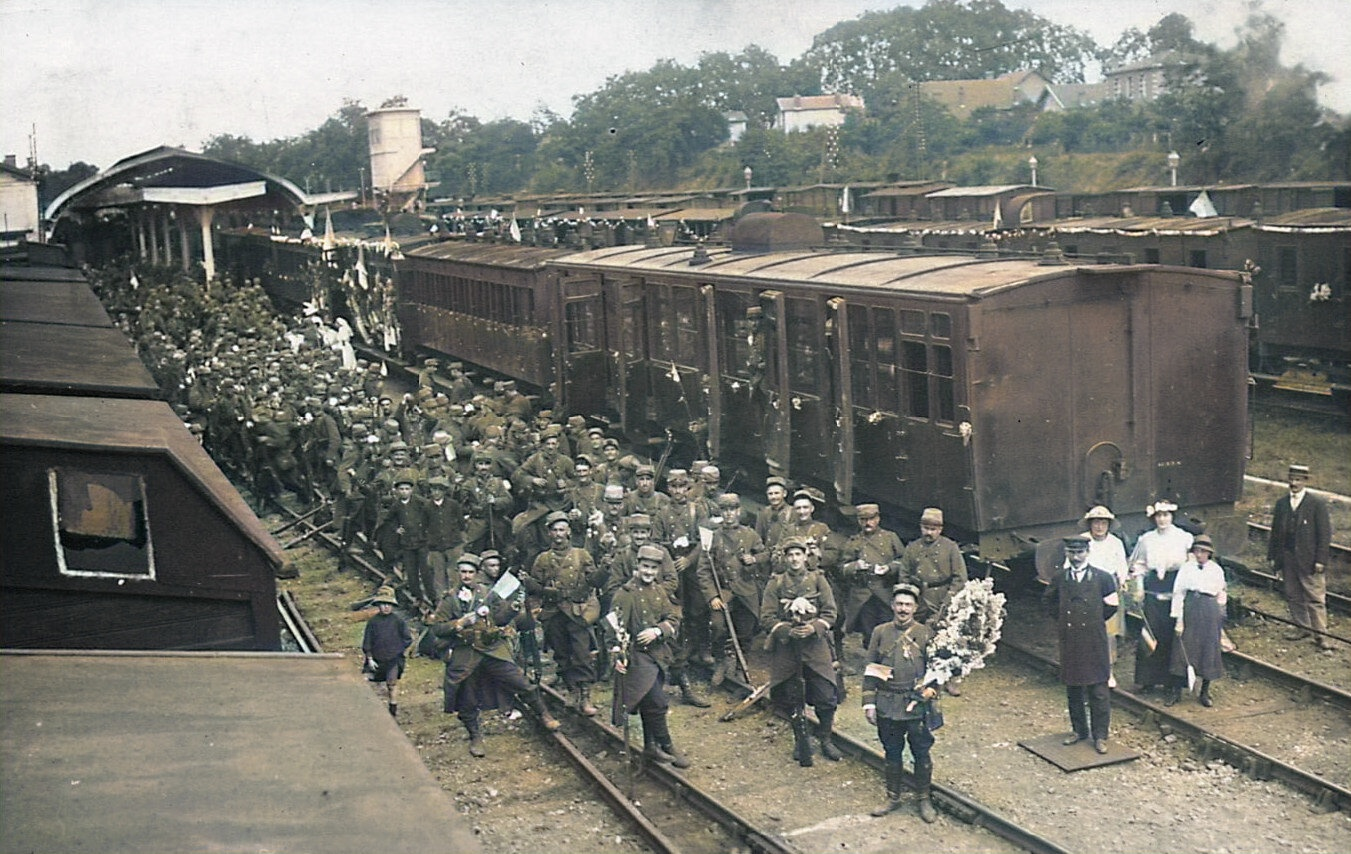
Bahnhof Mont-de-Marsan: Verabschiedung der Truppen in den 1. Weltkrieg

Im Freycinet-Plan von 1879 wird die Strecke unter der laufenden Nummer 175 geführt und als notwendig gesehen, um die Eisenbahninfrastruktur des Landes sicherzustellen.
Der Bau und Betrieb der Strecke geht auf eine Konzessionsanfrage der Compagnie des chemins de fer du Midi zurück, in deren Hoheitsgebiet diese Strecke lag und die zur Verdichtung ihres Streckennetzes beitragen sollte. Die Konzessionsanfrage wurde am 20. November 1883 bewilligt, nachdem eine mögliche Betriebsaufnahme in den Jahren 1880 und 1881 für gemeinnützig erklärt wurde.
Die Eröffnung des östlichen, etwas kürzeren Abschnitts, der bereits an das östlich liegende Eisenbahnnetz angeschlossen war, fand am 12. August 1891 statt. Der Fahrplanbetrieb der übrigen 48 Kilometer dauerte noch bis zum 10. November 1899. Die Fahrzeit auf der ganzen Strecke betrug 1924 zweieinhalb Stunden. 39 Jahre später, am 2. Oktober 1938 wurde der Personenverkehr auf dieser Strecke wieder geschlossen, nachdem die SNCF den Betrieb zum Jahresanfang übernommen hatte. Nach der Befreiung durch die Alliierten im Zweiten Weltkrieg ging der Personenverkehr am 1. Mai 1945 wieder für 25 Jahre in Betrieb. In diesen Jahren waren auf der Strecke die Micheline unterwegs. Am Dienstag, 7. April 1970 war die letzte Personenbeförderung.
Gleichzeitig hörte an diesem Tag im Bereich Narrosse–Montfort-en-Chalosse der erste Abschnitt der Güterbeförderung auf. Transportiert wurde hauptsächlich Getreide. Schritt für Schritt folgten von West nach Ost am 1. März 1987 der Abschnitt Montfort-en-Chalosse–Augreilh, am 1. Juni 2004 Dax–Narrosse, im Februar 2013 Augreilh–Saint-Sever und schließlich am 1. November 2014 Saint-Sever–Mont-de-Marsan.
Auf der Trasse ist auf 54 km bis Saint-Sever-Augreilh der Radweg Voie Verte de Chalosse eingerichtet.